# (176867) Brianlee
(176867) Brianlee est un astéroïde de la ceinture principale.

## Description
(176867) Brianlee est un astéroïde de la ceinture principale. Il fut découvert le 5 octobre 2002 à l'observatoire d'Apache Point par le programme Sloan Digital Sky Survey. Il présente une orbite caractérisée par un demi-grand axe de 2,57 UA, une excentricité de 0,10 et une inclinaison de 4,8° par rapport à l'écliptique.